# Monarca del paradís de Madagascar
Terpsiphone mutata és un ocell de la família dels monàrquids, que habita a les Comores, Madagascar i Mayotte; el seu hàbitat natural són els boscos tropicals o subtropicals secs i la selva tropical de Madagascar. Fou descrit per primer cop el 1766 pel científic Carl von Linné, que el va incloure dins el gènere Muscicapa, on va romandre classificat fins al 1827, quan Constantin Wilhelm Lambert Gloger va crear el gènere papamosques del paradís (Terpsiphone).
El nom del gènere Terpsiphone prové de la paraula grega Terpsi —'delectat, joiós'— i phone —'veu'—, i el nom de l'espècie, la paraula en llatí mutata, —'diferent'.

## Sistemàtica
Es creu que han evolucionat a partir d'ancestres africans, ja que sembla estar més estretament relacionat amb el papamosques del paradís africà que amb el papamosques del paradís asiàtic. N'hi ha sis subespècies reconegudes, que difereixen només lleugerament en l'aparença.
- T. m. singetra, descrit per Finn Salomonsen el 1933. Es troba al nord, oest i sud-est de Madagascar.[2]
- T. m. mutata, descrit per Linnaeus el 1766. Es troba a l'est i a l'altiplà de Madagascar.[2]
- T. m. comorensis (a vegades mal anomenat comoroensis), descrit per Alphonse Milne-Edwards i Émile Oustalet el 1885. Es troba a Grande Comore.[2]
- T. m. voeltzkowiana, descrit per Gustav Stresemann el 1924, es troba a Mohéli.[2]
- T. m. vulpina, descrit per Edward Newton el 1877, es troba a Anjouan.[2]
- T. n. pretiosa, descrit per René Primevère Lesson el 1847, es troba a Mayotte.[2]

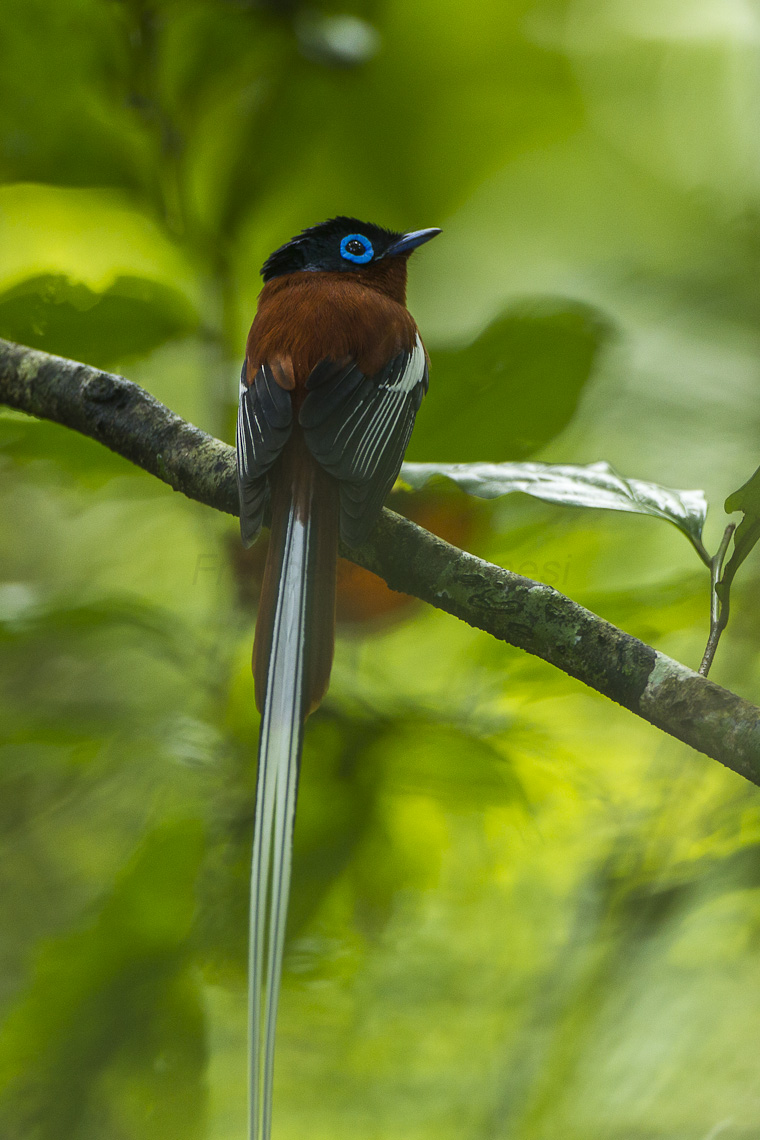
Femella de Terpsiphone mutata

## Característiques
Descripció
És un passeriforme de grandària mitjana, amb 18 cm de longitud i un pes d'entre 12,1 i 12,3 g. Les plomes de la cua dels mascles són llargues i pot arribar fins als 18 cm de llargària total. La femella és gairebé tota de color vermellós-ataronjat, amb el cap i el clatell de color negre; les plomes de vol de les ales són de color negre amb les vores vermelloses i presenta un línia fina blava a les parpelles.
Hàbitat
L'espècie és endèmica de Madagascar, Mayotte i les Illes Comores; és comuna a tots els tipus de boscos nadius amb l'excepció de boscos d'estatge montà amb altituds des del nivell del mar fins als 1.600 m. També pot trobar-se, encara que amb menys freqüència, en altres hàbitats boscosos, inclosos plantacions, jardins i boscos secundaris.
Alimentació
Com tots els membres del seu gènere, és insectívor. Normalment s'uneix a bandades mixtes, especialment en les que és present el Newtonia brunneicauda. És un «seguidor» dins aquests grups d'aus, permet que d'altres facin de «copejadors» i els segueix i persegueix les preses d'insectes. Els estudis han demostrat que l'eficiència en l'alimentació del Terpsiphone mutata està directament relacionada amb el nombre de Newtonia brunneicauda dins els grups mixtos d'alimentació; quan més aliments aconsegueix el Newtonia brunneicauda, més alta és l'eficiència d'alimentació del Terpsiphone mutata.
Cria

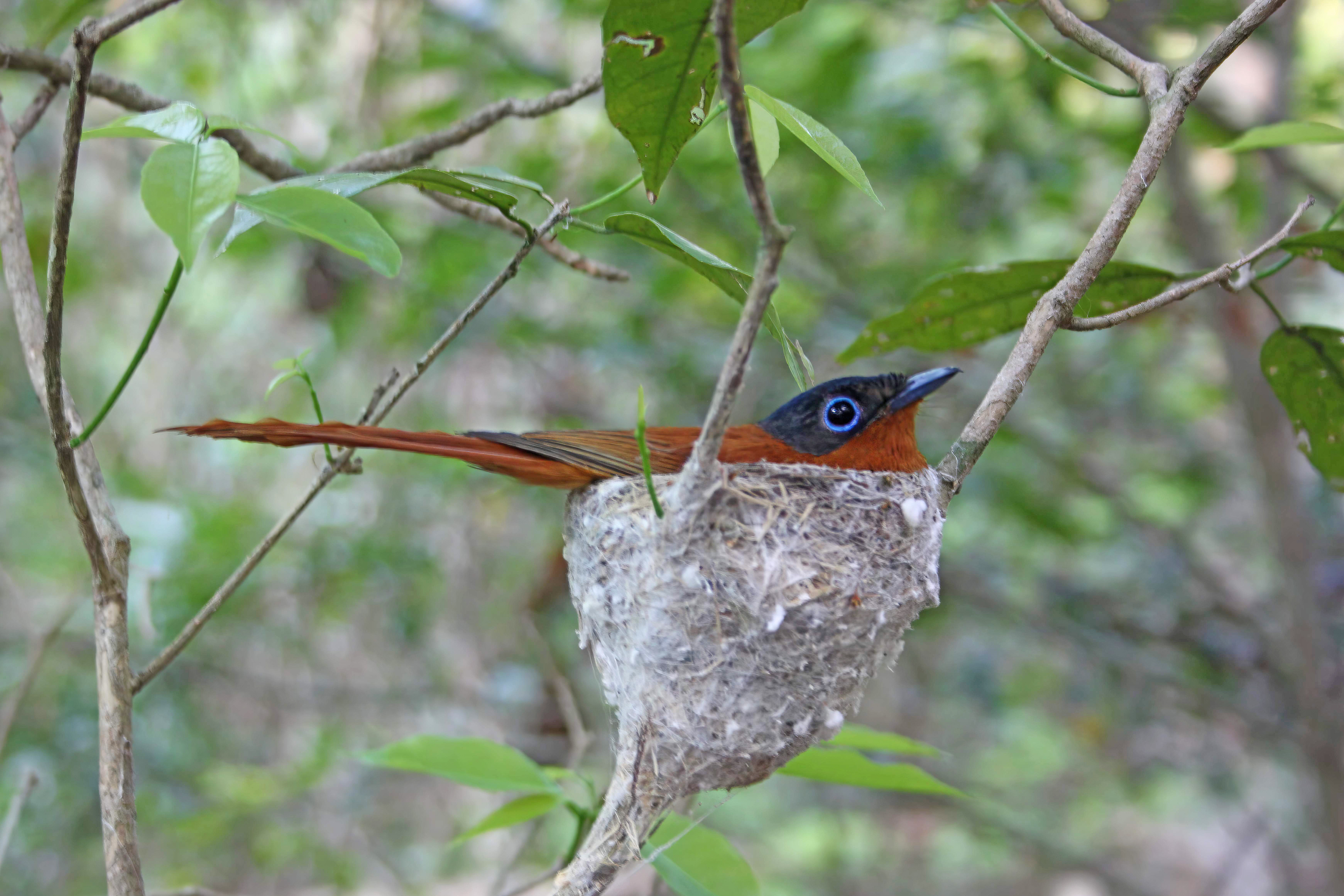
Femella de Terpsiphone mutata singetra niuant

La femella sol fer una posta, en nius, de tres ous d'uns 18 a 19 mm de llarg i 14 mm d'ample, amb colors que varien des del blanc rosat al rosa salmó, amb taques marrons o color lavanda a l'extrem més ample de l'ou. De vegades fa d'amfitriona pel Cuculus rochii, un paràsit de posta.